# Glenn Johansson
Glenn Holger "Glenna" Johansson, född 20 januari 1956 i Motala församling i Östergötlands län, död 5 juli 2014 i Södertälje, var en svensk ishockeyspelare (forward). 
Glenn Johansson spelade 494 matcher i Södertälje SK under åren 1975–1988, 13 säsonger. Under dessa år gjorde han 199 mål och 367 assist. Han blev svensk mästare med Södertälje SK 1985.  Han vann också poängligan i Elitserien 1986 samt 1987. Glenna vann också assistligan i Elitserien tre år i följd, en bedrift han är ensam om. 
Den 8 december 2007 hissades Glenn Johanssons tröjnummer 11 upp i taket i Scaniarinken.
Efter Johanssons bortgång bildades Glenn Johanssons minnesfond. Syftet med fonden är att främja barn och ungdomars bästa och deras möjligheter till utbildning, utveckling och välfärd genom stipendier och/eller bidrag, främst inom Södertälje SK men även till andra allmännyttiga organisationer, samt till att erbjuda hjälp till särskilt behövande människor. Glenn Johansson är begravd på Södertälje kyrkogård.

## Klubbar
- Södertälje SK 1974–1975, 1978–1979, 1981–1983 Division 1
- Södertälje SK, 1975–1978, 1980–1981, 1983–1988 Elitserien
- Djurgården Hockey, 1979–1980 Elitserien
- Viking Ishockeyklubb 1988–1989, Norska ligan
- Tyringe SoSS, 1989–1990 Division 1

## Meriter
- 349 elitseriematcher, 113 mål, 233 assist
- SM-guld med Södertälje SK 1985.
- Skyttekung i Elitserien 1986, 1987
- Flest assist i Elitserien 1985, 1986, 1987